# Olivier Theyskens
Olivier Theyskens est un styliste belge. Il a été directeur artistique de Rochas, Nina Ricci, et Theory, et ses créations ont été portées par Nicole Kidman, Cate Blanchett, Reese Witherspoon, Emma Watson, Diane Kruger, Greta Gerwig, Felicity Jones, Jennifer Aniston, Kirsten Dunst,, ou encore Mylène Farmer.

## Biographie
Olivier Theyskens est né à Bruxelles en 1977 d'un père belge ingénieur en chimie et d'une mère française. En 1994, il étudie la mode à École Nationale Supérieure des Arts Visuels de la Cambre mais arrête ses études au bout de deux ans pour lancer sa propre marque de prêt-à-porter.
En 1997, Theyskens fonde à Bruxelles la marque qui porte son nom et utilise des tissus anciens collectés par sa grand-mère pour produire ses premières créations. Ces travaux reçoivent de bonnes critiques de magazines tels que The Face et font la une du Sunday Times.
Le nom de Theyskens devient célèbre en 1998 quand Madonna, après avoir vu les photographies de sa première collection, porte l'une de ses robes en satin noir lors de la cérémonie des Oscars. La même année, Olivier Theyskens présente son premier défilé à Paris. Les vêtements sont uniquement destinés à être montrés car il n'a alors pas les moyens de prendre des commandes et de produire la collection.
Sa collection Été 1999 est classée par le magazine Vogue parmi « Les 25 défilés de mode les plus inoubliables des années 1990 ». En 2000, Olivier Theyskens gagne le prix Venus de la Mode.

## Carrière
En 2002, Olivier Theyskens devient le directeur artistique de la maison Rochas. Il crée et insuffle un nouveau style élégant qui redéfinit l'image de Rochas et attire une nouvelle clientèle. Également, il travaille comme styliste pour le Théâtre Royal de la Monnaie à partir de 2003. Il a notamment conçu les costumes de l'opéra I due Foscari de Verdi. Il reçoit le prix du meilleur Designer de Mode International lors de la 22e Nuit des Stars du Fashion Group International en 2005 et le CFDA International Award en 2006. La maison de couture Rochas ferme en 2006 quand sa maison mère Procter and Gamble estime que les activités mode de la marque ne sont plus compatibles avec l'ensemble de ses autres activités,.
Olivier Theyskens devient alors directeur artistique de Nina Ricci, succédant à Lars Nilsson, en 2006. Sous sa direction, le nouveau concept de la boutique Nina Ricci de l'avenue Montaigne à Paris est inauguré et ses créations sont portées sur le tapis rouge par des stars comme Reese Witherspoon et Sarah Jessica Parker. Son contrat avec Nina Ricci prend fin en 2009.
En 2010, Andrew Rosen, le PDG de Theory, le sollicite pour rénover l'esprit de la marque. Olivier Theyskens rejoint donc Theory  en tant que directeur artistique et crée la marque Theyskens' Theory. Elle est d'ailleurs présentée à la New York Fashion Week de 2011 à 2014 et dans le même temps, la Collection « Theory » de Theyskens reçoit de bonnes critiques du New York Times. Après une ultime collection réalisée en 2015, Theyskens quitte Theory pour se consacrer à d'autres projets de création.
En 2010, Assouline Publishing publie Olivier Theyskens: The Other Side of the Picture, une biographie qui retrace la carrière artistique du styliste, illustrée par des photos de Julien Claessens.
En 2023, il collabore avec Mylène Farmer en lui créant l'intégralité des costumes pour sa tournée des stades Nevermore 2023.

### Presse
Patrick Cabasset, « Olivier Theyskens en pratique », L'Officiel Paris, Éditions Jalou, no 969,‎ octobre 2012, p. 156 à158 (ISSN 0030-0403, lire en ligne)